# Допоможіть стати батьком
«Допоможіть стати батьком» (англ. Not Suitable for Children) — комедія 2012 року. Прем'єра відбулася 6 червня 2012.

## Зміст
Молодий плейбой дізнається, що у нього залишився один місяць до того, як він стане безплідним. І він вирішує якомога швидше зачати дитину.

## Ролі
| Актор             | Роль            |
| ----------------- | --------------- |
| Райан Квонтен     | Джона           |
| Сара Снук         | Стіві           |
| Райан Корр        | Гес             |
| Бояна Новакович   | Ава             |
| Сьюзен Прайор     | Марсі           |
| Льюїс Фіц-Джералд | Доктор Маккензі |
| Кетерін Бек       | Беккі Кінкейд   |
| Лаура Брент       | Еріка           |

## Виробництво
Фільм отримав рейтинг R через сильний сексуальний зміст/наготу, мову та використання наркотиків.

## Сприйняття
Рейтинг на сайті IMDb — 5,9/10.